# Sleepy Cove Gull Island
Sleepy Cove Gull Island is een onbewoond eiland van 4,7 ha in de Canadese provincie Newfoundland en Labrador. Het eiland maakt deel uit van de Twillingate-eilanden, een archipel voor de noordkust van Newfoundland. 

## Toponymie
Het eiland dankt zijn naam enerzijds aan Sleepy Cove ("slaperige inham"), een cove van North Twillingate Island die recht tegenover het eiland ligt. Het tweede naamdeel verwijst anderzijds naar de vele meeuwen (gulls) die het eiland dagelijks aandoen. 

## Geografie
Sleepy Cove Gull Island is een rotsachtig eiland in het uiterste noorden van de Twillingate-archipel. Het bevindt zich 400 m ten westen van North Twillingate Island en is een dominant landschapselement langs de kustwandelpaden van de gemeente Crow Head. Het hoofdgedeelte van Sleepy Cove Gull Island is relatief rondvormig en bereikt een hoogte van 45 m boven de zeespiegel. In het zuiden kent het echter een 130 m lange en maximaal 70 m brede landtong. De connectie tussen de landtong en het hoofdeiland is laaggelegen waardoor het zeewater vaak erover breekt.
Net ten westen van het eiland liggen vier grote klippen, namelijk Gunning Rock, High Shag Rock, West Shag Rock en Low Shag Rock.

## Zie ook

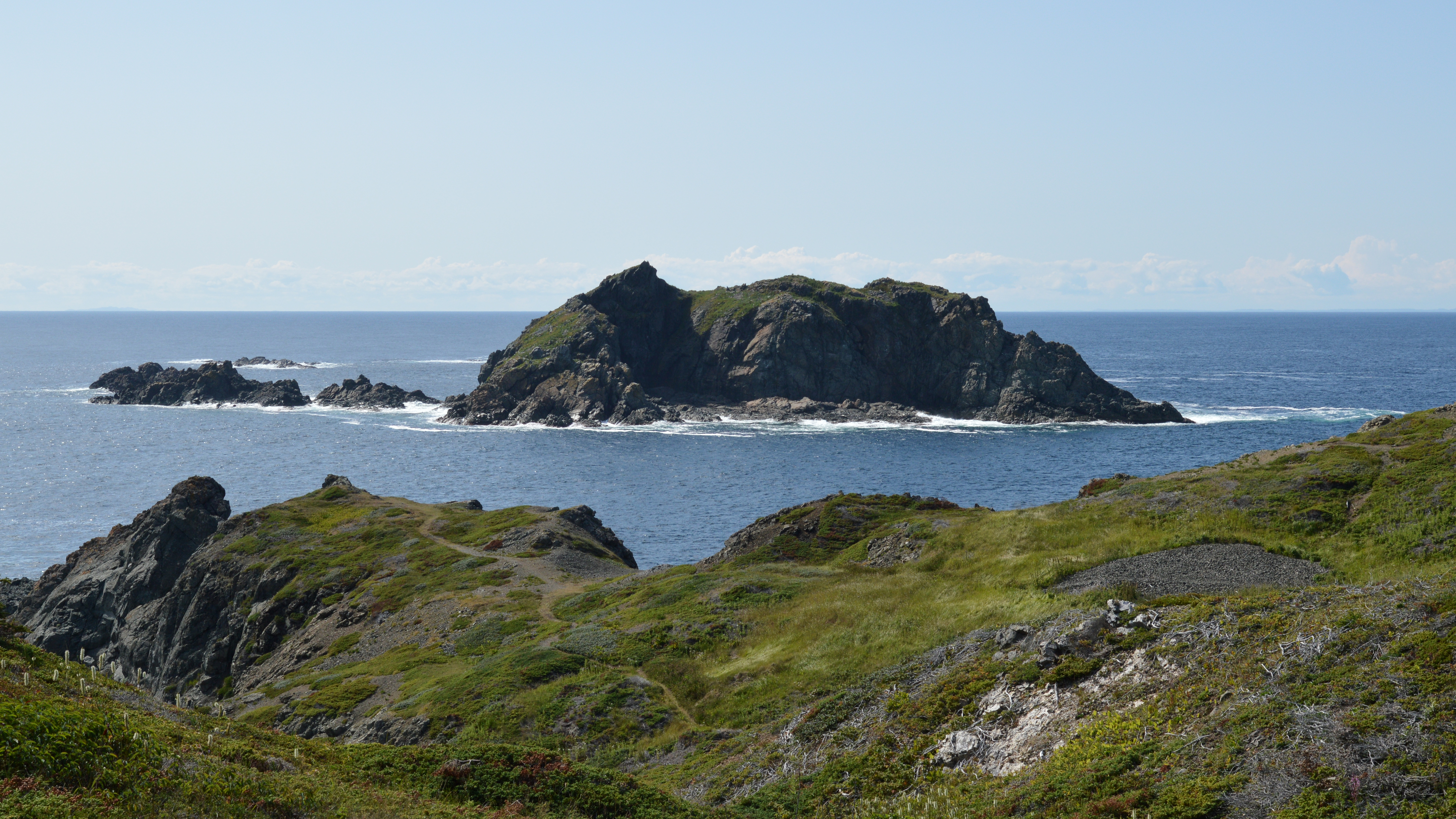
Sleepy Cove Gull Island gezien vanaf de kust van North Twillingate Island. De rotsformatie links is de zuidelijke landtong van het eiland; in de achtergrond is ook Low Shag Rock zichtbaar